# Bartolomeo Colleoni

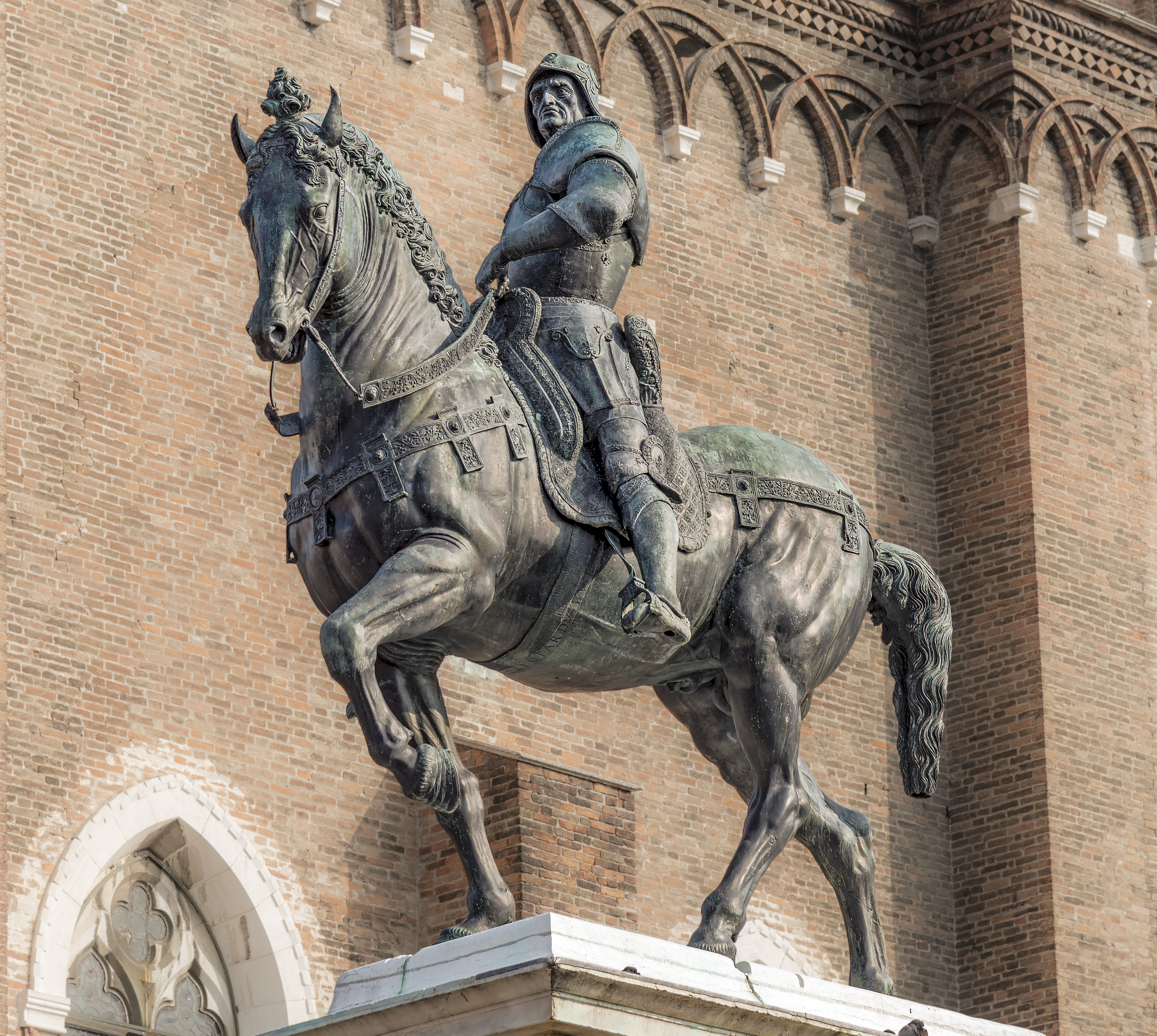
Monument a Venècia

Bartolomeo Colleoni (1400-1476) era un condottiero, és a dir un militar professional que prestava els seus serveis, juntament amb els seus soldats, a qualsevol estat que el reclamés. Colleoni va lluitar per la República de Venècia contra el ducat de Milà (i de vegades també amb Milà contra Venècia), també va fer costat a França i finalment va ser nomenat capità general vitalici de Venècia, el seu cos es troba a Bèrgam, a la coneguda capella Colleoni.
A Venècia, al campo de Sant Giovanni e Paolo, al costat de l'església del mateix nom, hi ha el monument de Bartolomeo Colleoni.